# 脚不沾地
脚不沾地是一种儿童追拍游戏，一组儿童（3至20人左右）可通过猜拳或参加游戏的先后顺序（“后来的挂牌子”）确定一人为追拍者，其余为被追者。追拍者追拍到任何一人，后者即为新的追拍者，原追拍者成为被追者。
脚不沾地的特点在于，当追拍者逼近时，被追者坐下并双脚翘起，同时高呼“脚不沾地”后，追拍者就不得追拍脚不沾地的被追者。追拍者离开后，先前脚不沾地的被追者可自行站起，重新进入游戏。

## 其他常見版本
有多種追拍遊戲與腳不沾地相近，不同之處在於防止被抓的動作：

### 木头人
当追拍者逼近时，被追者站定并高呼“木头人”后，追拍者就不得追拍成为木头人的被追者。追拍者离开后，先前成为木头人的被追者需另外的任意一位被追者解救，才能重新进入游戏。

### 冰棍
或稱冰棍化了，当追拍者逼近时，被追者站稳并高呼“冰棍”后，追拍者就不得追拍已经成为冰棍的被追者。追拍者离开后，先前为冰棍的被追者可高呼“化了”，重新进入游戏。

### 搞假
流行於中國東北，当追拍者逼近时，被追者喊「搞（二聲）假」可以不被抓，「還假」恢復。有時是隨便喊三個字。

### 何濟公
多見於香港或鄰近廣東地區，同樣在猜過「剪刀、石頭、布」或者 「何─孖（辰時）」（未有書面名稱）緊接 "O-U-T, we get out you" （另一種是與之非間的分辨方法）後分出最後誰是「做捉的（人）」（追拍者）。非明文規定「做捉的」要響亮地數十聲（有時會更多，視乎兩者之間的協定能否成立），確保「被追者能夠合理地走至自己應為安全的地方。捉人的繼而開始追逐及奮力試拍被追的人。
被追的可以在任何時候，特別是被做捉的追至時，響亮地叫「何─！」，雙手交叉蓋在胸前。在非明文的標準規則下，此時被追的不可以作位移，須由任何一位被捉的人以手觸碰，叫「解！」，兩人即可繼續逃走。
如果任何一位被追的被做捉的碰到，前者就成為做捉的，後者則成為被追的。新做捉的亦需數十聲。
若做捉的成功令所有被追的都「何」了時，所有被追的需重新猜過，決定誰是做捉的，原本做捉的可豁免。
- 非明文規定：實際進行遊戲時未必一定會全部實行，可能會隨時增刪，通常在遊戲前會事先協商或預先公佈，經常一起玩的玩家亦會有默契。
  - 「數十聲」：做捉的由一數至十，在此之前，追到人也不算生效。其實一般說中文（尤其是粵語）的小朋友可以在一秒至兩秒鐘以內完成，故此數十聲變得可有可無。故此被追者習慣「猜包剪揼」後立刻遠離未定角色的參與者。
  - 「有隔牆，無穿針」：「隔牆」即遊戲範圍的物理性阻隔，例如遊樂場的上下層地板、高台欄杆等；「穿針」是巧用「隔牆」的空隙達捉人的效果；全句意思為「被追的可被牆壁、天花之類保護而免被捉到，做捉的不可使用其漏洞空隙來捉人」，所以捉人的需要捉到在「同一個『空間區域』內」的被追者，才算有效。
  - 「潮漲」：所有人（或者只有做捉者）必須在玩耍場地內某類地方走動（例如是遊樂場架、遊樂場軟墊或者草地之類），這個區域稱為「陸地」，其如（例如是磚地、行人路，甚至是地面本身）稱為「海」，走到「海」中即為輸。有時參與者會協定可以有限制地在「海」裏移動，例如是限制時間或者步數。
  - 「猴死做十次」：「猴死」指做捉的人長期接近其中一位已經「何」了的被捉者，有守持僵局之嫌。此句通常是其他被捉的向捉人的示意警告，以令遊戲回復進度。（此「猴」字讀 hau1 ，粵語「盯著」之意。）
  - 「猜奸蟊」、包揼：當做捉的與被捉的引起糾紛時，便會乾脆用定勝負的方法（只用包和揼）去分辨，分一次或「三盤兩勝」。
  - 「新泥新豬肉」：遊戲進行中途介入的參加者，需要無條件成為捉人的，當然可以嘗試以談判方式反對。

- 由於被追者隨時用以保護自己，如果所有被追者都「何」了，捉人者會自動勝出，下一局不用當捉人。

- 當捉人已筋疲力盡而棄權或自己棄權，被追者就算勝。

- 訊號及示意：
  - 「何」：被追者隨時用以保護自己，可不受做捉的影響，但由「何」後到被「解」前，不可作位移（即不可走動）。另版可走三步或五步。
  - 「解」：「何」的反面，由自由（未「何」）的被追者向已「何」的解救。另版又有「碰解」：兩位或以上已「何」的被追者之間可用以上提及的容許步數來互相解救；「自解」，已「何」的被追者可隨時自由解救，此設定令「何濟公」的難度上升不小；還有「槍解」，把手做成槍的形態射向已「何」的被追者，向已「何」的被追者作出遠距離解救。
  - 「 V 」：用以暫停，一般設定分作無限次、五次或不可使用。

- 衍生情況：

追與逃之間的互動，不只令小朋友的奔跑機會增加，還令他們用盡方法避開做捉的，走到一些做捉的不太可能到達的位置。雖說這樣可以挑戰他們的身手、反應，和減少畏高，但始終可能涉及危險動作。

## 外部連結
- 回到童年時（懷舊篇）（繁體中文）